# Arroyo Dulce
Arroyo Dulce is een plaats in de Argentijnse provincie Buenos Aires. De plaats telt 1 620 inwoners.